# Everyday (film)
Pour les articles homonymes, voir Everyday.
Pour plus de détails, voir Fiche technique et Distribution.
Everyday est un film britannique réalisé par Michael Winterbottom, sorti en 2012.

## Fiche technique
- Titre : Everyday
- Réalisation : Michael Winterbottom
- Scénario : Michael Winterbottom et Laurence Coriat
- Musique : Michael Nyman
- Pays d'origine :  Royaume-Uni
- Genre : Film dramatique
- Durée :
- Date de sortie : 2012

## Distribution
- Shirley Henderson : Karen
- John Simm : Ian
- Shaun Kirk : Shaun
- Robert Kirk : Robert